# Synagoga w Uherskim Hradišciu
Synagoga w Uherskim Hradišciu (cz. Synagoga v Uherském Hradišti) – synagoga znajdująca się w Uherskim Hradišciu, w Czechach, przy ulicy Velehradské 714.
Synagoga została zbudowana w 1875 roku, w stylu eklektycznym. W 1904 roku przeszła poważną przebudowę, podczas której nadano jej cechy stylu secesyjnego oraz dodano kopułę.
Podczas II wojny światowej, 22 czerwca 1941 roku synagoga została zdemolowana przez gestapo i członków Vlajki. Budynek oblano benzyną i podpalono. Pożar jednak nie przyniósł spodziewanych efektów i synagogę ponownie podpalono 12 sierpnia tego samego roku. W listopadzie 1941 roku ruiny kupiło miasto za 30 tys. koron z przeznaczeniem  na rozbiórkę. 
Po zakończeniu wojny rozpoczęto remont synagogi z przeznaczeniem na cele kulturalne. Planowano umieścić w budynku filharmonię, chór i bibliotekę. We wrześniu 1951 roku na parterze otwarto bibliotekę publiczną. 7 marca 1966 roku budowlę strawił pożar. W ciągu dwóch lat nastąpiła odbudowa i cały obiekt przeznaczono ponownie na potrzeby Biblioteki im. Bedřicha Beneša Buchlovana. 
W 1997 roku podczas powodzi został zalany parter. 8 listopada 1999 roku ponownie otwarto bibliotekę po gruntownym remoncie. W tym samym roku wpisano budowlę do rejestru zabytków. We wrześniu 2002 roku zakończono remont elewacji odtwarzając pierwotną kolorystykę.